# Eusebi Estada i Sureda
Eusebi Estada i Sureda (Palma, 1843-1917) va ser un enginyer de camins, canals i ports, impulsor del ferrocarril a Mallorca i, entre altres coses, promotor de l'enderrocament de les murades de Ciutat.

## Biografia
Va acabar la carrera el 1868. El 1871 publicà un treball en el qual explicava la viabilitat d'una línia de ferrocarril que unís Palma amb Inca, Estudios sobre la posibilidad económica de establecer un camino de hierro de Palma a Inca. En part com a resultat d'aquesta publicació es va constituir la Societat del Ferrocarril a Mallorca (1872). Les obres varen començar el 1873, dirigides per ell mateix, que va ser l'enginyer vitalici de la companyia. La inauguració va ser el 24 de febrer de 1875. Més tard el traçat es perllongà fins a sa Pobla (1876), Manacor (1879), Felanitx (1897) i Santanyí (1913). Sobre aquesta qüestió publicà Antecedentes históricos sobre la cuestión del ancho de la vía férrea (1876).
Organitzà una farinera al Pont d'Inca. Va ser Cap d'Obres Públiques de Balears fins al 1907, succeint en el càrrec Emili Pou. Des d'aquest càrrec dirigí un pla de millora de la xarxa de carreteres i la construcció de carreteres noves com la d'Inca a Lluc (1888-1893). Dirigí la construcció del pont de la riera i del pont de Muro.
El 1885 publicà La ciudad de Palma. Su industria, sus fortificaciones, sus condiciones sanitarias y su ensanche, on exposà les seves idees sobre el desenvolupament de la ciutat. Defensava la necessitat d'esbucar les murades i d'eliminar les zones protegides on estava impedida la construcció (fins a una distància de 1250 metres del recinte de murades). També demostrava la inutilitat estratègica de les fortificacions i les conseqüències negatives sobre el desenvolupament industrial, les condicions higiénico-sanitàries i en la densitat de població a Ciutat. Participà en les llargues negociacions que dugueren a la llei que feia desaparèixer aquestes zones polèmiques (1895) i fins que s'aconseguí l'ordre de demolició de les murades (1902). Va ser important l'ajut del seu cunyat Valerià Weyler i d'Antoni Maura. Fou membre corresponent de l'Acadèmia de Sant Ferran, vocal de la Comissió Provincial de Monuments i inspector d'enginyers de camins, canals i ports. El 1902 fou nomenat fill il·lustre de Palma.

## Obres
- Estudios sobre la posibilidad económica de establecer un camino de hieroo de Palma a Inca (1871).
- Obras públicas de las Baleares durante el año 1872 (1872).
- Breves consideraciones sobre abastecimientos de agua (1878).
- La ciudad de Palma. Su industria, sus fortificaciones, sus condiciones sanitarias y su ensanche (1885). La segona edició, amb petites modificacions, es publicà 1892.
- Las construcciones primitivas de las islas Baleares (1885).
- Condiciones que deben reunir las viviendas para que sean salubres (1886).
- Historia y descripción de las obras de abastecimiento de Aguas de Manchester por John Frederic La Torre Bateman, artículos publicados en los Anales de la Construcción y de la Industria (1888).
- La casa antigua de Palma de Mallorca llamada de los Bonaparte (1888).
- Discurso leído por el Presidente de dicha sección D. Eusebio Estada en la noche del 17 de diciembre de 1889 al inaugurar la discusión del tema...sobre la reforma urbana y sanitaria de la Ciudad de Palma (1890).
- Mr James Nasmyth y la invención del martinete de vapor (1890).
- Ressenya del llibre Traité de l'Hygiene Publique d'Albert Palmberg (1890).
- Recordemos el pasado, pensemos en el porvenir (1902).
- La reforma sanitaria de Palma (1905).
- Contribución al estudio del abastecimiento de aguas potables de la Ciudad de Palma. Resumen de los trabajos efectuados por acuerdo de la comisión especial del Exmo. Ayuntamiento (1912).[2]